# Moby Dick (miniserie televisiva 1998)
Moby Dick è una miniserie televisiva in due puntate diretta da Franc Roddam e basata sull'omonimo romanzo dello scrittore statunitense Herman Melville. È stata trasmessa in prima visione dal 15 marzo al 16 marzo 1998 dal canale USA Network.

## Trama
Un giovane, Ishmael, decide d'imbarcarsi su una baleniera. Per questo arrivo in un grosso porto baleniero, Nantucket, ed entra nella locanda Lo Sfiato di Peter Coffin. Scopre però che deve dividersi il letto con un ramponiere dalla pelle scura. Lo aspetta, e, quando viene scoperto, rischia di essere ucciso. Il giorno dopo, successivamente ad un incidente in colazione (invece degli altri marinai, Ishmael è più educato, e non assale il piatto di pesce, e riceve l'ultimo pezzo, minuscolo, ma la cameriera lo cambia con il più grande) va a Messa, nella Cappella del Baleniere, dove sente la storia di Giona.
S'imbarca il giorno stesso, sulla nave Pequod, ed un giorno, il ramponiere Queequeg gli fa notare che comandano solo gli ufficiali (Starbuck, Stubb e Flask, ma poco dopo esce il capitano Achab, con dei cinesi, tra cui un certo Fedellah. Gli parla della Balena Bianca e chi la vedrà per primo avrà un doblone. Solo Starbuck è turbato: considera Achab un blasfemo e lo accenna subito. Non fa alcuni pezzi del giuramento, come ad esempio non brinda dalle lance.
Dopo un'ammainata contro due balene, probabilmente capodogli o forse Balena Giusta (la prima ad essere cacciata), che riescono a catturarne solo due, trovano Moby Dick in una nottata di foschia, dopo il funerale di un marinaio (nel libro coincide come spagnolo) caduto poche ore prima quasi sopra gli ufficiali, proprio da Ishmael.
Iniziano la caccia, con quattro lance. Da una cade il nero Pippip, che allieta il lavoro con il suo tamburello, ma poi incrociano diversi capodogli (lo si nota dopo, quando si vedono le mascelle) e si fermano là. Solo verso l'alba si ricordano di Pippip, che viene recuperato da Ishmael e altri marinai.
Incrociano alcune navi, la Samuel Enderby, che ha tantissimi barili, e viene detto brevemente dal capitano di esser diventato monco perché aveva provato a prendere Moby Dick, e la Rachel, che ha perso una lancia, che conteneva solo ragazzini, tra cui il figlio del capitano. Prima della Rachel, un marinaio fuggiva, perché c'era un breve tratto in cui la terra era a pochi chilometri di distanza, visto dal ramponiere Dagoo e dall'ufficiale Starbuck.
Pippip intanto era impazzito, e spesso si trovava travestito da Achab, e Achab l'aveva accolto in cabina, e nelle scene successiva viene spesso inquadrato che dorme
Queequeg, dava strani segnali, capisce che sta per morire, ed ordina una bara. Dopo che lui la prova, si scatena un forte temporale, e poi, mentre Starbuck e Ishmael tentano di spostare Queequeg, appare una strana luce verde: i Fuochi Fatui (chiamati anche Corpisanti o Fuochi di Sant'Elmo). Achab prima libera il timone, poi li prende con un rampone, e dopo un lungo monologo li scaccia con la mano.
Dopo un marinaio avvista Moby Dick, che stava alzando la coda. Tirano dentro le lance, e l'equipaggio di Fedellah è il più sbrigativo: presto va via, e prima degli altri. Fedellah, sul gavone, pianta due ramponi sul dorso di Moby Dick, ma si vede che la sagola fa intuire che la balena non è molto distante.
Allora tutti guardano nella direzione della sagola, e Moby Dick sbrega (fa il caratteristico salto delle balene), e subito dopo colpisce l'equipaggio della lancia, e Fedellah viene mangiato vivo. Achab, che ha con sé Queequeg e Ishmael, avanza, e centra la balena una volta. Prende un secondo rampone, ma fa un tragico errore: normalmente, i ramponi si tirano, anche se la balena sta accanto alla lancia, ma lui lo tiene fermo per un po', incantato, e allora la balena parte, lui finisce sul dorso, pronuncia il famoso monologo finale e rimane attorcigliato tra le sagole. Queequeg praticamente prende il comando della lancia, e va verso la balena, ma vengono colpiti dalla coda.
Anche se all'inizio un po' titubanti, Stubb e Flask fanno avanzare le lance, ma la balena le colpisce, e uccide a codate gli uomini.
Sulla nave, il cuoco, Gnocco (chiamato così solo nel romanzo), prende il doblone, ma viene forse ucciso, o almeno fatto svenire dal tuttofare Perth, che lo colpisce con il martello. Tutti credevano che, ucciso l'intero eguipaggio delle lance, Moby Dick se ne andasse, ma colpisce la chiglia della nave, che lentamente affonda. Ma, nel colpo, crollano leggermente gli alberi, e la nave inizia ad incendiarsi. Infine, il fuoco va nella stiva, e l'olio viene completamente utilizzato: tutti i barili s'infiammano, alimentando il fuoco. Infine, la nave affonda, ed Ishmael rimane aggrappato ad un asse, ma sente una specie di risucchio: la bara di Queequeg, che era diventata la boa di salvataggio dopo il rifiuto del pagano, che lo condurrà alla Rachel.

## Riconoscimenti
Nel 1999 la parte di Gregory Peck nel ruolo di Padre Mapple è stata premiata con un Golden Globe per il migliore attore non protagonista in una serie. Anche la parte di Patrick Stewart nel ruolo del capitano Ahab è stata candidata ad un Golden Globe per il migliore attore in una miniserie o un film, senza vincerlo.
La miniserie è stata inoltre candidata ai Premi Emmy 1998 per cinque categorie, tra cui quella per la migliore miniserie, per i migliori effetti speciali e per il migliore attore protagonista (per Patrick Stewart) e non protagonista (per Gregory Peck).
- 1998 - Premi Emmy
  - Nomination Migliore miniserie televisiva
  - Nomination Miglior attore protagonista in una miniserie o un film a Patrick Stewart
  - Nomination Miglior attore non protagonista in una miniserie o un film a Gregory Peck
  - Nomination Migliori effetti speciali in una miniserie o un film
  - Nomination Migliore direzione artistica per una miniserie o un film

- 1998 - Artios Award
  - Nomination Migliore casting per una miniserie televisiva a Lynn Kressel

- 1999 - Golden Globe
  - Miglior attore non protagonista in una serie a Gregory Peck
  - Nomination Miglior attore in una mini-serie o film per la televisione a Patrick Stewart

- 1999 - Satellite Award
  - Nomination Miglior attore in una miniserie o film per la televisione a Patrick Stewart

## Personaggi

### Nave
- Achab (Ahab in lingua originale).
- Ishmael.
- Starbuck.
- Queequeg.
- Fedellah.
- Tashtego.
- Dagoo.
- Stubb.
- Flask
- Fantasmi (in questo caso cinesi).
- Marinaio spagnolo.

### Terra (Nantucket)
- Peter Coffin.
- Padre Mapple.
- Signora Hussey.